# Cytheropteron nealei
Cytheropteron nealei är en kräftdjursart som beskrevs av Joy och D. L. Clark 1977. Cytheropteron nealei ingår i släktet Cytheropteron och familjen Cytheruridae. Inga underarter finns listade i Catalogue of Life.